# Оксидат
Оксидат (IV век до н. э.) — македонский сатрап Мидии, перс по происхождению.

## Биография
По приказу Дария III Оксидат, навлекший по неясным причинам на себя гнев царя, был заключен в тюрьму в Сузах, где содержался в оковах. Дарий намеревался его казнить.
Однако приход в Мидию македонской армии в 330 году до н. э. после разгрома персов в битве при Гавгамелах помешал расправе с попавшим в немилость вельможей. Александр Македонский доброжелательно отнесся к Оксидату и преисполненный к нему доверия назначил правителем Мидии вскоре после покорения этой местности. Однако при этом в главном городе страны Экбатанах был оставлен значительный воинский контингент македонян, включающий даже часть фаланги, под руководством Пармениона.
Позднее, в конце 328 года до н. э., мидийский сатрап лишился своего поста, так как, по мнению Александра, «Оксидат против него злоумышлял».
Дальнейшая судьба Оксидата неизвестна.
По свидетельству Курция Руфа, вскоре после гибели Спитамена Александр направил в Мидию Арсака. Но, по всей видимости, это явная ошибка. А преемником Оксидата стал Атропат, который был сатрапом Мидии при Дарии.